# Turniej o Srebrny Kask 2015
Turniej o Srebrny Kask 2015 – zawody żużlowe, organizowane przez Polski Związek Motorowy dla zawodników do 21. roku życia. W sezonie 2015 rozegrano dwa turnieje półfinałowe oraz finał, w którym zwyciężył Kacper Woryna z ŻKS ROW Rybnik.

## Finał
- Piła, 30 sierpnia 2015
- Sędzia: Piotr Nowak

| Msc. | Zawodnik                | Klub         | Pkt  |             |  |
| ---- | ----------------------- | ------------ | ---- | ----------- |  |
| 1    | Kacper Woryna           | Rybnik       | 13+3 | (3,3,2,2,3) |  |
| 2    | Maksym Drabik           | Wrocław      | 13+d | (3,3,3,2,2) |  |
| 3    | Adrian Cyfer            | Gorzów Wlkp. | 12   | (2,2,2,3,3) |  |
| 4    | Hubert Łęgowik          | Grudziądz    | 11   | (3,1,2,3,2) |  |
| 5    | Oskar Fajfer            | Toruń        | 10   | (3,2,3,1,1) |  |
| 6    | Dominik Kossakowski     | Gdańsk       | 10   | (2,2,1,2,3) |  |
| 7    | Bartosz Smektała        | Leszno       | 9    | (2,0,3,3,1) |  |
| 8    | Artur Czaja             | Rzeszów      | 9    | (2,1,1,3,2) |  |
| 9    | Ernest Koza             | Tarnów       | 8    | (0,2,3,0,3) |  |
| 10   | Oskar Bober             | Lublin       | 7    | (0,3,1,1,2) |  |
| 11   | Adrian Gała             | Wrocław      | 6    | (1,3,1,0,1) |  |
| 12   | Marcin Nowak            | Grudziądz    | 4    | (1,1,2,0,d) |  |
| 13   | Mateusz Borowicz        | Ostrów Wlkp. | 2    | (0,0,d,2,–) |  |
| 14   | Arkadiusz Pawlak        | Piła         | 2    | (1,0,0,1,0) |  |
| 15   | Patryk Rolnicki         | Tarnów       | 2    | (0,1,0,t,1) |  |
| 16   | Alex Zgardziński        | Zielona Góra | 1    | (1,0,d,0,–) |  |
| 17   | rez. Krystian Pieszczek | Zielona Góra | 1    | (1,u)       |  |
| 18   | rez. Arkadiusz Madej    | Tarnów       | 0    | (0)         |  |

Bieg po biegu:
1. (65,57) Fajfer, Smektała, Zgardziński, Rolnicki
2. (65,96) Łęgowik, Czaja, Gała, Bober
3. (65,57) Drabik, Cyfer, Nowak, Borowicz
4. (65,50) Woryna, Kossakowski, Pawlak, Koza
5. (64,44) Drabik, Fajfer, Czaja, Pawlak
6. (65,15) Bober, Kossakowski, Nowak, Zgardziński
7. (64,90) Gała, Koza, Rolnicki, Borowicz
8. (64,88) Woryna, Cyfer, Łęgowik, Smektała
9. (65,19) Fajfer, Woryna, Bober, Borowicz (d/4)
10. (65,38) Koza, Cyfer, Czaja, Zgardziński (d/4)
11. (65,81) Drabik, Łęgowik, Kossakowski, Rolnicki
12. (65,44) Smektała, Nowak, Gała, Pawlak
13. (65,19) Cyfer, Kossakowski, Fajfer, Gała
14. (65,16) Łęgowik, Borowicz, Pawlak, Zgardziński
15. (67,18) Czaja, Woryna, Pieszczek, Nowak
16. (65,16) Smektała, Drabik, Bober, Koza
17. (67,18) Koza, Łęgowik, Fajfer, Nowak (d/4)
18. (65,75) Woryna, Drabik, Gała, Madej
19. (65,66) Cyfer, Bober, Rolnicki, Pawlak
20. (66,37) Kossakowski, Czaja, Smektała, Pieszczek (u/1)
21. Bieg dodatkowy o 1. miejsce: (67,93) Woryna, Drabik (d/1)